# Міхал Бобжинський
Міхал Геронім Бобжинський (пол. Michał Hieronim Bobrzyński; 30 вересня 1849, Краків — 3 липня 1935, Познань) — польський історик, засновник Краківської історіографічної школи. Також консервативний політик у Австро-Угорщині, голова Галицького освітнього департаменту, викладач Львівського університету, намісник Галичини (1908—1913). Один із академічних вчених, що справив уплив на українського історика Михайла Грушевського.

## Біографія
Батько Ян — лікар.
Навчався у гімназії Святої Анни (Краків). Закінчив Ягеллонський університет, де зазнав виняткового впливу консервативних польських вчених. У 1908 році став намісником коронного краю Галичина в Австро-Угорщині. 1917, напередодні розвалу імперії, шукав політичного порозуміння з українськими політичними колами.

### Історичні роботи
Бобжинський вважається фундатором Краківської історіографічної школи, вплив якої поширився навіть на Російську імперію, зокрема діячів українського відродження. Зокрема, молодий історик Михайло Грушевський свідчив, що Бобжинський прищепив йому низку методологічних прийомів, насамперед широку освіту з історичною об'єктивністю.
Автор низки історичних праць із польської історії німецької мовою.

## Нагороди і відзнаки
- Командорський хрест Ордена Відродження Польщі (2 травня 1923)[6]
- Великий хрест ордена Леопольда (1913, Австро-Угорщина)[7]
- Командорський хрест з зіркою Ордена Франца Йосифа (1898, Австро-Угорщина)[8][9]
- Орден Залізної Корони I ступеня (1910, Австро-Угорщина)[10]
- Почесний громадянин Сокаля (7 листопада 1896)[11], Бучача (2 серпня 1898)[12].